# Heteronyx pygidialis
Heteronyx pygidialis är en skalbaggsart som beskrevs av Blackburn 1888. Heteronyx pygidialis ingår i släktet Heteronyx och familjen Melolonthidae. Inga underarter finns listade i Catalogue of Life.